# Hymnen
Hymnen ("Inni") è una composizione di musica elettroacustica e musica concreta scritta dal compositore d'avanguardia tedesco Karlheinz Stockhausen nel 1966–67, e successivamente rielaborata nel 1969. È l'opera numero 22 nel catalogo del compositore.

## Struttura e forma
Il titolo originale tedesco significa "inni", e la sostanza dell'opera consiste proprio nella registrazione degli inni nazionali di svariati Paesi del mondo modificati elettronicamente. Ci sono quattro movimenti, chiamati "regioni" dal compositore, per una durata complessiva di due ore. La composizione esiste in tre differenti versioni: (1) solo musica elettronica e musica concreta, (2) musica elettronica e concreta con la presenza di musicisti solisti, e (3) solo con l'orchestra (composta nel 1969). In quest'ultima versione il terzo movimento (o regione) può essere eseguito in maniera indipendente, o insieme alla prima e seconda versione delle altre tre regioni. 
Il suono quadrifonico di musica elettronica e concreta che costituisce l'opera venne realizzato all'Electronic Music Studio del Westdeutscher Rundfunk (WDR) a Colonia. La prima mondiale della versione con i solisti, si tenne il 30 novembre 1967 in un concerto della serie "Musik der Zeit" del WDR, nell'auditorium dell'Apostel Secondary School di Colonia-Lindenthal. I solisti coinvolti furono Aloys Kontarsky, pianoforte, Johannes G. Fritsch, viola, Harald Bojé, electronium, Rolf Gehlhaar e David Johnson, percussioni. I tecnici del suono furono David Johnson e Werner Scholz, con la direzione musicale del compositore stesso.
Ciascuna "regione" impiega alcuni inni come punto focale: 
- La regione I (dedicata a Pierre Boulez) ne ha due: L'Internazionale e La Marsigliese
- La regione II (dedicata a Henri Pousseur) ne ha quattro: (1) l'inno nazionale tedesco, (2) un gruppo di inni nazionali di varie nazioni africane, (3) l'inizio dell'inno nazionale dell'Unione Sovietica, e (4) un "centro soggettivo", consistente nella registrazione di un frammento del lavoro in studio, "nel quale il presente, il passato e il piuccheperfetto diventano simultanei".[1]
- La regione III (dedicata a John Cage) ne ha tre: (1) la continuazione dell'inno sovietico (l'unico costituito esclusivamente da suoni elettronici), (2) l'inno nazionale statunitense, e (3) quello spagnolo.
- La regione IV (dedicata a Luciano Berio) ne ha solo uno, ma esso svolge una doppia funzione: l'inno svizzero, i cui accordi finali si trasformano nell'inno nazionale immaginario di un reame utopico chiamato "Hymunion in Harmondie under Pluramon".[2]

Spesso le melodie degli inni sono solo accennate, o vengono nascoste, mascherate, sovrapposte, o rotte in frammenti ricombinati fra loro.
Originariamente Stockhausen aveva pianificato di comporre molte più regioni. Aveva raccolto 137 inni nazionali, dei quali solo una quarantina furono poi effettivamente utilizzati nell'opera, e aveva organizzato abbastanza materiale per altre due regioni:
- Regione V: Paesi del blocco comunista.
- Regione VI: Repubbliche arabe unite.

## Esecuzione
Nella partitura stampata, Stockhausen scrisse: «L'ordine delle sezioni caratteristiche e la durata totale sono variabili. A seconda del fabbisogno drammatico, le regioni possono essere estese, aggiunte o omesse». Tuttavia, in un testo scritto il 18 marzo 1991, Stockhausen deprecò quest'ultima opzione.

## Accoglienza critica
Nonostante l'idea di partenza di Stockhausen fosse quella di realizzare anche una quinta regione dedicata ai Paesi socialisti, il compositore Konrad Boehmer, un convinto marxista, criticò Hymnen per motivi politici, affermando che l'uso di inni nazionali di Paesi principalmente capitalisti e fascisti presentati nell'opera come "emblemi del nazionalismo" indicherebbero l'orientamento politico "di destra" del compositore. Boehmer descrisse anche il concetto del reame utopico di Hymunion come "irrazionale e piccolo-borghese".
Al contrario, Robin Maconie, ritiene ogni apparente messaggio politico insito nell'opera ininfluente, con meno importanza per i giovani ascoltatori di oggi rispetto a quella che potevano dargli quelli dell'epoca che ricordavano ancora le rivolte studentesche, la guerra del Vietnam, e le altre questioni di protesta di massa del momento storico nella quale Hymnen fu composta, ritenendo che il significato musicale del materiale scelto da Stockhausen non è il patriottismo in quanto tale che potrebbero suggerire tali inni, ma in che modo questi suoni vengono trattati acusticamente.
Johannes Fritsch definì Hymnen "un capolavoro", paragonabile all’ottavo libro dei madrigali di Monteverdi, alla Missa Solemnis di Beethoven, alla Sinfonia n. 8 di Mahler, o a Moses und Aron di Schönberg.

## Pubblicazioni
- Ausstrahlungen: Andere Welten: 50 Jahre Neue Musik in NRW. Koch / Schwann 2-5037-0 (2 CDs). Include Hymnen: Dritte Region mit Orchester Radio-Symphonie-Orchester Köln diretta da Peter Eötvös (registrazione del 1979).
- Hymnen Elektronische und Konkrete Musik. Deutsche Grammophon DG 2707039 (2LPs). Ristampata in CD come parte della Stockhausen Complete Edition 10
- Hymnen Elektronische und Konkrete Musik; Hymnen Elektronische und Konkrete Musik mit Solisten. Aloys Kontarsky (piano), Alfred Ailings e Rolf Gehlhaar (tamtam amplificati), Johannes G. Fritsch (viola elettrica), Harald Bojé (electronium). Stockhausen Complete Edition: Compact Disc 10 A-B-C-D (4 CDs)
- Hymnen Elektronische Musik mit Orchester. Gürzenich-Orchester der Stadt Köln, diretta da Karlheinz Stockhausen. Stockhausen Complete Edition: Compact Disc 47.